# Cedrela weberbaueri
Cedrela weberbaueri är en tvåhjärtbladig växtart som beskrevs av Hermann August Theodor Harms. Cedrela weberbaueri ingår i släktet Cedrela och familjen Meliaceae. Inga underarter finns listade i Catalogue of Life.